# Touché
Touché (z francouzského toucher ; česky dotyk, zásah) je výraz ze sportovního šermu, jímž se označuje úspěšné zasažení protivníka. V oficiálních soutěžích registruje zásahy elektrický přístroj. 
Výraz se užívá též v přeneseném významu v debatách a běžné komunikaci ve smyslu „zásah do černého“, jímž mluvčí chválí dobrou reakci nebo argumentaci druhého diskutujícího.